# Anna Zita Maria Stricker
Anna Zita Maria Stricker (Zams, 3 juli 1994) is een Italiaanse wielrenster.
Stricker reed achtereenvolgens voor de Italiaanse wielerploegen Alé Cipollini, Astana-BePink, Inpa-Bianchi, in 2017 bij het Sloveense team BTC City Ljubljana en vanaf 2018 bij de Spaans-Baskische ploeg Bizkaia-Durango.
In 2012 werd ze in Valkenburg derde tijdens het Wereldkampioenschap op de weg voor junioren. In 2016 werd ze derde bij de elite in het Italiaans kampioenschap op de weg.

## Palmares
2012
- Wereldkampioenschap op de weg, junior

2014
- Puntenklassement Ronde van El Salvador

2015
- Giro del Trentino Alto Adige-Südtirol

2016
- Jongerenklassement Giro della Toscana
  - 1e etappe Giro della Toscana
- Bergklassemenent Ronde van Bretagne
- Italiaans kampioenschap op de weg, elite

2017
- Bergklassement GP Elsy Jacobs